# Edgbaston
Edgbaston – dzielnica miasta Birmingham, w hrabstwie West Midlands, w Anglii, w dystrykcie metropolitalnym Birmingham. W 2011 roku dzielnica liczyła 24 426 mieszkańców. Edgbaston jest wspomniana w Domesday Book (1086) jako Celboldestone.